# Okna (zámek)
Okna jsou přestavěný zámek ve stejnojmenné vesnici u Polep v okrese Litoměřice. Postaven byl na místě gotické tvrze v letech 1712–1717. Na konci osmnáctého století byl rozdělen na dvě samostatné části postupně upravované k hospodářským účelům.

## Historie
Prvním panským sídlem v Oknech byla tvrz poprvé zmiňovaná v roce 1390. Vesnice byla rozdělena mezi Michalce z Nučnic, jeho bratry a litoměřického měšťana Lavolu. Dalšími známými majiteli byli na počátku patnáctého století bratři Pešík, Martinec a Bohuslav z Minic. Posledním příslušníkem jejich rodu v Oknech byl Kryštof z Minic, jehož vdova Anna zde žila v roce 1454, ale již o rok později tvrz patřila husitskému hejtmanovi Václavu Cardovi z Petrovic, který Okna připojil k úštěckému panství, a zdejší tvrz zpustla.
Po roce 1625 vesnici se zchátralou tvrzí, pivovarem a mlýnem získali litoměřičtí jezuité. Na počátku osmnáctého století přenesli správu panství z Oken do Litoměřic, a nechali přestavět tvrz na barokní zámek. Stavbu v letech 1712–1717 řídil nejspíše stavitel Octavio Broggio. Během raabizace po zrušení jezuitského řádu v roce 1773 byl zámek rozdělen mezi dvě usedlosti a adaptován k hospodářským účelům. Později v něm byla zřízena sušárna chmele.

## Stavební podoba
Pozdější úpravy smazaly původní vzhled zámku. V přízemí se dochovala část stropu s barokními štuky a před vjezdem se ve druhé polovině dvacátého století nacházela část ostění gotického portálu vybouraného při stavbě sušárny chmele.